# Regionen von Namibia
Namibia ist seit dem 8. August 2013 in 14 (vorher 13) administrative Regionen (englisch Regions) unterteilt.
Die Regionen haben eigene, nur beschränkt handlungsfähige Regionalverwaltungen. Erstmals wurden die Regionen Namibias durch Proklamation am 3. März 1992 festgelegt und im August 1992 durch den Regional Councils Act, 1992 bestätigt.
In der Übergangszeit von 1990 bis 1992 wurden Regionalkommissare (englisch Regional Commissioner) vom Staatspräsidenten zur Führung der Verwaltung der alten Regionen (u. a. Central, Western, North West) ernannt.
Veränderungen an der Anzahl, Größe und Aufteilung der Regionen können aufgrund Artikel 103 der Verfassung Namibias auf Grundlage von Empfehlungen der Delimitation Commission of Namibia vorgenommen werden.
Hauptstadt Namibias ist Windhoek.

## Regionen
| Wappen                         | Region                                 | Ehemalige Namen                            | ISO 3166-2 | Fläche (in km²) | Einw. (2023) | Einw./km² | Hauptstadt                 | Hauptstadt | Karte                                   |
| Wappen                         | Region                                 | Ehemalige Namen                            | ISO 3166-2 | Fläche (in km²) | Einw. (2023) | Einw./km² | Hauptstadt1                | Einw.      | Karte                                   |
| ------------------------------ | -------------------------------------- | ------------------------------------------ | ---------- | --------------- | ------------ | --------- | -------------------------- | ---------- | --------------------------------------- |
| Wappen der Region Erongo       | Erongo www.erc.com.na                  |                                            | NA-ER      | 63.639          | 240.206      | 3,77      | Swakopmund                 | 75.921     | Lage der Region Erongo in Namibia       |
| Wappen der Region Hardap       | Hardap www.hardaprc.gov.na             |                                            | NA-HA      | 109.888         | 106.680      | 0,97      | Mariental                  | 29.299     | Lage der Region Hardap in Namibia       |
| Wappen der Region ǁKharas      | ǁKharasKlicklaut www.karasrc.gov.na    | Karas (bis 2013) !Karas ǁKaras (2013–2015) | NA-KA      | 161.324         | 109.839      | 0,68      | Keetmanshoop               | 27.862     | Lage der Region ǁKharas in Namibia      |
| Wappen der Region Kavango-Ost  | Kavango-Ost www.kavangoeastrc.gov.na   | Kavango (bis 2013)                         | NA-KE      | 23.988          | 218.421      | 9,10      | Rundu                      | 118.625    | Lage der Region Kavango-Ost in Namibia  |
| Wappen der Region Kavango-West | Kavango-West www.kavangowestrc.gov.na  | Kavango (bis 2013)                         | NA-KW      | 23.166          | 123.275      | 5,32      | Nkurenkuru                 | 10.261     | Lage der Region Kavango-West in Namibia |
| Wappen der Region Khomas       | Khomas www.khomasrc.gov.na             |                                            | NA-KH      | 36.804          | 494.605      | 13,43     | Windhoek                   | 486.169    | Lage der Region Khomas in Namibia       |
| Wappen der Region Kunene       | Kunene www.kunenerc.gov.na             |                                            | NA-KU      | 144.254         | 120.762      | 0,84      | Opuwo                      | 12.335     | Lage der Region Kunene ein Namibia      |
| Wappen der Region Ohangwena    | Ohangwena www.ohangwenarc.gov.na       |                                            | NA-OW      | 10.582          | 285.835      | 27,01     | Eenhana                    | 16.588     | Lage der Region Ohanwena in Namibia     |
| Wappen der Region Omaheke      | Omaheke www.omahekerc.gov.na           |                                            | NA-OH      | 84.731          | 102.881      | 1,21      | Gobabis                    | 33.404     | Lage der Region Omaheke in Namibia      |
| Wappen der Region Omusati      | Omusati www.omusatirc.gov.na           |                                            | NA-OS      | 26.605          | 316.671      | 11,90     | Outapi                     | 13.671     | Lage der Region Omusati in Namibia      |
| Wappen der Region Oshana       | Oshana www.oshanarc.gov.na             |                                            | NA-ON      | 5.290           | 230.801      | 43,62     | Oshakati                   | 26.463     | Lage der Region Oshana in Namibia       |
| Wappen der Region Oshikoto     | Oshikoto www.oshikotorc.gov.na         |                                            | NA-OT      | 26.607          | 257.302      | 9,67      | Omuthiya (bis 2008 Tsumeb) | 3.664      | Lage der Region Oshikoto in Namibia     |
| Wappen der Region Otjozondjupa | Otjozondjupa www.otjozondjuparc.gov.na | ehemals wohl auch Othozondjupa             | NA-OD      | 105.327         | 220.811      | 2,09      | Otjiwarongo                | 49.022     | Lage der Region Otjozondjupa in Namibia |
| Wappen der Region Caprivi      | Sambesi www.zambezirc.gov.na           | Caprivi (?–2013) Liambezi (1992–?)         | NA-CA      | 19.532          | 142.373      | 7,29      | Katima Mulilo              | 46.401     | Lage der Region Sambesi in Namibia      |

1 Offiziell nicht als Hauptstadt, sondern als Sitz des Regionalrates (Seat of Regional Council) definiert.

## Ehemalige Regionen
Die Region Kavango wurde am 8. August 2013 in zwei Regionen aufgeteilt.
| Wappen                    | Region                       | Ehemalige Namen     | ISO 3166-2 | Wappen                 | Hauptstadt | Fläche in km² | Bevölkerung | Karte                              |
| ------------------------- | ---------------------------- | ------------------- | ---------- | ---------------------- | ---------- | ------------- | ----------- | ---------------------------------- |
| Wappen der Region Kavango | Kavango www.kavangorc.com.na | Okavango (bis 1998) | NA-OK      | Wappen der Stadt Rundu | Rundu      | 43.417        | 223.352     | Lage der Region Kavango in Namibia |

Von 1990 bis 1992 war Namibia vorübergehend, durch Veröffentlichung im Amtsblatt am 14. September 1990, in 14 Regionen unterteilt:
| Region        | Regionalkommissar  | Beschreibung                                                                                       |
| ------------- | ------------------ | -------------------------------------------------------------------------------------------------- |
| Kaoko         | Gerson Veii        | umfasste das Kaokoland                                                                             |
| Oshakati      | Brian Simataa      | umfasste den westlichen Teil des Ovambolandes                                                      |
| Ondangwa      | Sylvanus Vatuva    | umfasste den östlichen Teil des Ovambolandes                                                       |
| Kavango       | John Mutorwa       | umfasste die Gebiete Kavango I + II und Buschmannland                                              |
| Caprivi       | Nicolaas Angermund | umfasste den Ostcaprivi                                                                            |
| North Western | Hans Boois         | umfasste die Gebiete Damaraland, Outjo und den Südteil des Skelettküste-Nationalpark               |
| North Central | Rehabeam Kamehozu  | umfasste die Gebiete Grootfontein und Tsumeb                                                       |
| Otjiwarongo   | Ottniel Kazombiaze | umfasste die Gebiete Hereroland-West und Otjiwarongo                                               |
| Eastern       | Usiel Tjizera      | umfasste die Gebiete Gobabis, Hereroland-Ost und Tswanaland entspricht der heutigen Region Omaheke |
| Western       | Asser Kapere       | umfasste die Gebiete Karibib, Omaruru und den Nordteil von Namib-Naukluft                          |
| Okahandja     | Saul Kahuika       | umfasste das Gebiet Okahandja                                                                      |
| Central       | Wielie Metzler     | umfasste die Gebiete Rehoboth und Windhoek                                                         |
| South Central | Ben Boois          | umfasste die Gebiete Maltahöhe, Mariental und Namaland                                             |
| Southern      | Mina Shanyengange  | umfasste die Gebiete Bethanien, Karasburg, Keetmanshoop und Lüderitz                               |